# 黃文政
黃文政，福建福州府长乐县人，明朝政治人物、進士出身。

## 生平
永樂十八年，福建庚子乡试中舉。永樂二十二年，登甲辰科進士，授陕西按察司副使。